# Carl Waldeck (Politiker)
Carl Wilhelm Ludwig Waldeck (* 14. Februar 1810 in Korbach; † 1889 in Toledo (Ohio)) war ein deutscher Förster und Politiker.

## Leben
Waldeck war der Sohn des Justizamtmanns Karl Friedrich Wilhelm Ludwig Waldeck (1776–1823) und dessen Ehefrau Wilhelmine Johannette, geborene Lambrecht (1776–1849). Er heiratete am 18. April 1841 in Helmighausen in erster Ehe Karoline Grabe. Am 7. Mai 1842 heiratete er ebendort in zweiter Ehe die Schwester der ersten Ehefrau, Anna Charlotte Friederike Auguste Grabe.
Von 1830 bis 1834 leistete er Militärdienst. Danach erhielt er eine Anstellung im Forstdienst als Grenzförster in Usselen. 1837 wurde er in gleicher Funktion nach Dülfershof versetzt, wobei er seinen Wohnsitz in Frebershausen nahm. 1840 wurde er zum Revierförster befördert und auf den Kuckuck als Revierförster des Orper Forstes versetzt. 1848 wurde er auf den Stryck im Willinger Forst versetzt. Nach dem Scheitern der Märzrevolution gab er seinen Dienst 1852 auf und wanderte nach Amerika aus.
Vom 19. November 1850 (als Nachfolger von Wilhelm Schleicher) bis 1851 war er Abgeordneter im Landtag des Fürstentums Waldeck-Pyrmont. Er wurde im VII. Wahlkreis gewählt.